# Tonight's the Night (Gonna Be Alright)
Tonight's the Night (Gonna Be Alright) è un singolo del 1976 del cantante rock britannico Rod Stewart, estratto dall'album A Night on the Town.
La canzone è il secondo brano di Stewart ad aver raggiunto la vetta della Billboard Hot 100 (dopo Maggie May del 1971), rimanendo in tale posizione per otto settimane. Si è inoltre posizionata quinta in Gran Bretagna, terza in Australia e in alte posizioni in altre parti del mondo. Oltre ad essere stato il singolo più venduto del 1977 negli Stati Uniti, il brano ha concluso l'anno al primo posto nella classifica finale annuale dei singoli statunitensi. È al 17º posto nella classifica dei migliori singoli di sempre secondo Billboard.
Secondo Dan Peek degli America, per Tonight's the Night Stewart prese ispirazione dalla loro hit Today's the Day.
La canzone presenta una parte in francese cantata dall'attrice svedese Britt Ekland, all'epoca fidanzata di Stewart.

## Descrizione
Nel brano, il cantante si rivolge a una ragazza (che definisce "my virgin child": "la mia verginella"), incoraggiandola a compiere vari atti normalmente associati alla preparazione di un rapporto sessuale, quali chiudere le tende, togliersi le scarpe ecc. (palese allusione al sesso è presente nella strofa che, tradotta, recita "Dai Angelo, il mio cuore va a fuoco | Non negare il desiderio del tuo uomo | Saresti stupida a fermare questa marea | Stendi le tue ali e lasciami entrare perché | Stanotte è la notte (andrà tutto bene)").

## Classifiche

### Classifiche settimanali
| Classifica (1976/77)             | Posizione massima |
| -------------------------------- | ----------------- |
| Australia                        | 3                 |
| Belgio (Fiandre)                 | 13                |
| Belgio (Vallonia)                | 37                |
| Canada                           | 1                 |
| Germania                         | 26                |
| Irlanda                          | 6                 |
| Norvegia                         | 6                 |
| Nuova Zelanda                    | 2                 |
| Paesi Bassi                      | 5                 |
| Regno Unito                      | 5                 |
| Stati Uniti                      | 1                 |
| Stati Uniti (adult contemporary) | 42                |
| Svezia                           | 7                 |

### Classifiche di fine anno
| Classifica (1976) | Posizione |
| ----------------- | --------- |
| Australia         | 11        |
| Canada            | 1         |
| Nuova Zelanda     | 19        |
| Classifica (1977) | Posizione |
| Stati Uniti       | 1         |

### Classifiche di fine decennio
| Classifica (1970-79) | Posizione |
| -------------------- | --------- |
| Stati Uniti          | 2         |